# Звернец (острво)
Острво Звернец се налази у јужној Албанији. Скоро у потпуности je прекривено високим четинарским дрвећем и западно од њега се налази једно мање острво. Дугачко је 430 метара а широко 300 метара. Острво је повезано са копном дрвеним мостом дужине 270 метара. Привлачна је одредиште за ходочаснике и друге путнике јер се на њему налази византијски православни манастир посвећен Успењу Пресвете Богородице из XIV века.
Звернец је смештен у лагуни у Валонској области, недалеко од истоименог града.